# Scheldeprijs 2000
De 88e editie van de Scheldeprijs werd gereden op woensdag 19 april 2000 over een afstand van 200,4 km. De Italiaanse renner Endrio Leoni van het bescheiden Alessio won de wedstrijd voor de Nederlanders Jeroen Blijlevens en Léon van Bon. In totaal bereikten 88 renners de eindstreep in Schoten.

## Uitslag
| Scheldeprijs 2000 |                     |                          |            |
| Plaats            | Naam                | Ploeg                    | Tijd       |
| Winnaar           | Endrio Leoni        | Alessio                  | 4u 24' 00" |
| 2                 | Jeroen Blijlevens   | Team Polti               | z.t.       |
| 3                 | Léon van Bon        | Rabobank                 | z.t.       |
| 4                 | Ronny Assez         | Flanders-Prefetex        | z.t.       |
| 5                 | Gian Matteo Fagnini | Team Deutsche Telekom    | z.t.       |
| 6                 | Lars Michaelsen     | La Française des Jeux    | z.t.       |
| 7                 | Erik Zabel          | Team Deutsche Telekom    | z.t.       |
| 8                 | Paolo Bossoni       | Cantina Tollo-Regain     | z.t.       |
| 9                 | Tom Steels          | Mapei-Quick Step         | z.t.       |
| 10                | Matthew Gilmore     | Memory Card-Jack & Jones | z.t.       |